# Eurocamp
 (juillet 2022).
 (juillet 2022).
Eurocamp est une société de vacances britannique basée dans le Cheshire qui propose chaque année des vacances en plein air en Europe à plus de 500 000 vacanciers. La société travaille avec des campings et des villages de vacances partenaires tiers pour proposer des vacances à la plage, en ville et à la campagne dans plus de 180 parcs à travers l'Europe dans des pays comme la France, l'Italie, l'Espagne, le Portugal, les Pays-Bas, l'Autriche, la Suisse, l'Allemagne, le Luxembourg et la Croatie.
Dans le cadre de ses forfaits vacances, Eurocamp propose ses propres clubs pour enfants et un hébergement sur mesure  ainsi que des voyages facultatifs pour les vacanciers, en ferry, en Eurotunnel ou en avion.

## Histoire
Fondée en 1973 par Alan Goulding à Knutsford, Cheshire, Eurocamp Travel Ltd a vendu des vacances sous tente pré-installées à un seul camping en Bretagne, ce qui a supprimé la nécessité pour les vacanciers d'emporter leur propre équipement de camping.
En 1981, Goulding a vendu l'entreprise familiale au groupe de vente au détail Combined English Stores, qui a ensuite été racheté par Next plc en 1987. Au cours des années 1980, Eurocamp a élargi sa gamme d'emplacements et introduit un format d'hébergement en mobil-home.
En 1987, Eurocamp a lancé Eurocamp Independent, conçu pour les vacanciers qui souhaitent profiter des installations d'Eurocamp en utilisant leur propre équipement de camping et camping-cars
À la suite d'un rachat par la direction en 1988, Eurocamp plc a été introduit à la Bourse de Londres en 1991. Au milieu des années 1990, Eurocamp s'est agrandi et diversifié avec plusieurs acquisitions en dehors du secteur des vacances en camping, dont la fusion en 1995 avec Superbreak. En 1998, Eurocamp plc a acquis Keycamp Holidays et a changé son nom en Holidaybreak plc pour refléter la nature plus diversifiée du groupe. À cette époque, les concurrents Sunsites et French Country Camping avaient déjà été acquis. Le produit de camping d'Airtours, Eurosites, a été acheté en 2002. À ce moment-là, il restait peu de concurrents au groupe, Haven étant le plus grand. En 2011, la société de voyages mondiale Cox & Kings a acheté Holidaybreak plc, avec Eurocamp la partie principale de sa division Camping. En 2014, Eurocamp a été racheté par le groupe Homair Vacances.

## Parcs de vacances et centres de villégiature
Il existe actuellement 180 Eurocamp Resorts situés à travers l'Europe.

### Autriche
- Salzbourg : Sportcamp Woferlgut
- Styrie : Bella Autriche
- Tyrol : Natterer See

### Croatie
- Istrie : Brioni Sunny, Lanterna, Park Umag, Simuni
- Šibenik-Knin : Solaris Beach Resort
- Comté de Zadar : Zaton Holiday Resort

### France
- Auvergne-Rhône-Alpes : Aluna Vacances, Le Pommier, Le Ranc Davaine, La Ravoire, Le Belledonne, Les Fontaines, Les Ranchisses
- Bourgogne-Franche-Comté : Domaine de Chalain, Le Val de Bonnal
- Bretagne : Des Menhirs, Domaine des Ormes. L'Atlantique, La Baie, La Grande Métairie, Le Mané Guernehué, La Plage
- Centre-Val de Loire : Domaine de la Brèche, Le Parc de Fierbois
- Corse : Marina d'Erba Rossa, Sole di Sari
- Hauts de France : La Croix du Vieux Pont
- Normandie : Château Lez Eaux, La Vallée
- Nouvelle-Aquitaine : Bel La Tranche-sur-Mer, Château de Fonrives, Château La Forêt, Côte D'Argent, Domaine d'Oléron, La Garangeoire, La Guyonnière, La Rive, Le Clarys Plage, Le Paradis, Le Pin Parasol, Le Ruisseau, Le Vieux Port, Le Village Western, Les Ecureuils, Oyam, Palmyre Loisirs, Pomport Beach, Saint Avit Loisirs, Sol a Gogo, Sylvamar
- Occitanie : Airotel Pyrénées, Aloha Village, Camping de la Plage, Club Farret, Club Le Napoléon, Criques de Porteils, Domaine de Massereau, Domaine de la Yole, Domaine Sainte Cécile, Hippocampe, La Chapelle, La Marina de Canet - Le Bosquet, La Sirène, Le Beach Garden, Le Bois de Valmarie, Le Brasilia, Le Front de Mer, Le Méditerranée Plage, Le Soleil de la Méditerranée,
- Picardie : Domaine de Drancourt, Camping La Bien Assise
- Provence-Alpes-Côte d'Azur : Club Colombier, Domaine des Naïades, Estérel, Fréjus, Holiday Marina Resort, La Baume, Les Lacs du Verdon, Les Prairies de la Mer

### Allemagne
- Basse-Saxe : Südsee
- Bade-Wurtemberg : Campingplatz Herbolzheim
- Bavière : Gitzenweiler Hof

### Luxembourg
- Mersch : Birkelt-Village

### Italie
- Elbe : Ville Degli Ulivi
- Émilie-Romagne : Adriano, Spiaggia E Mare, Vigna sul Mar
- Frioul Vénétie Julienne : Marina Julia
- Latium : Baia Domizia, Fabuleux Village
- Lombardie : Eden Village, Weekend Village
- Sardaigne : Bella Sardaigne
- Toscane : Le Pianacce, Montescudaio, Norcenni Girasole Club, Park Albatros, Valle Gaia
- Vénétie : Altomincio Village, Bella Italia, Butterfly Village, Ca'Savio, Cisano, Del Garda Village, Garden Paradiso, Marina di Venezia, Portofelice, Pra delle Torri, Residence Village, Sant'Angelo Village, Serenella, Union Lido

### Pays-Bas
- Frise : Blaauw, T Hop
- Gueldre : De Twee Bruggen
- Brabant septentrional : Beekse Bergen, Bospark 't Wolfsven, De Schatberg, TerSpegelt

- Hollande du Sud Duinrell, Koningshof
- Zélande : Roompot Beach

### Espagne
- Barcelone : El Garrofer, Parc Vilanova
- Cantabrie : Playa Joyel
- Gérone : Caballo de Mar, Cala Gogo, Canyelles, Castell Montgri, La Masia, Tucan Village
- Tarragone : Parc de Cambrils, La Torre del Sol, Playa Bara, Playa Montroig, Sanguli

### Suisse
- Interlaken : Ferme du Manoir
- Lauterbrunnen : Jungfrau

## Présence internationale
Eurocamp a des opérations de vente sur 9 territoires européens ; Royaume-Uni, Irlande, Pays-Bas, Belgique, Allemagne, Suisse, Autriche, Danemark et Pologne.